# Vanderwulpia sororcula
Vanderwulpia sororcula är en tvåvingeart som beskrevs av Henry J. Reinhard 1975. Vanderwulpia sororcula ingår i släktet Vanderwulpia och familjen parasitflugor. Inga underarter finns listade i Catalogue of Life.